# Pilén
Pilén es una localidad rural de la comuna de la comuna de Cauquenes, en la región del Maule. Pilén está ubicado sobre la vertiente oriental de la Cordillera de la Costa. Pilén es conocida por sus viñedos y su alfarería cocida.

## Alfarería
La localidad de Pilén es conocida por la presencia de alfareras que se dedican a la elaboración de diseños de loza de greda tanto utilitarios como decorativos.Dentro de las características de esta loza se encuentran las paredes gruesas, el color rojizo y la ausencia de decoración. La cerámica elaborada en la zona comparte algunas características con la loza pre-mapuche presente en Pitrén y El Vergel.Algunas de las loceras de Pilén participan en la Agrupación Loceras de Pilén, quienes recibieron el reconocimiento de Tesoros Humanos Vivos por parte del Consejo Nacional de la Cultura y las Artes en 2012.

## Entorno
Debido a su cercanía a la costa, su clima de verano es caluroso durante el día y fresco por las tardes. Posee un paisaje de lomas suaves[cita requerida]. En sus territorios se conservan casonas del siglo XIX (Las Rosas y Santa Rosa de Pilén entre otras) que se han mantenido a pesar de los muchos terremotos que han afectado a esta zona. Entre los lugares y propiedades más reconocidas de Pilén, se encuentran La Aldea, Santa Rosa, Santa Virginia, Pilén Alto, Pilén Bajo, Cayurranquil, Retupel, etc. 

## Pilén y la viticultura
Antiguamente se producían aquí grandes cantidades de uva Misión (llamada también "País") de la que se conservan muy viejas y productivas matas de esta variedad traída por lo conquistadores españoles. Hoy, sin embargo, se ha diversificado notablemente la producción de uvas y mostos, encontrándose en Pilén abundantes plantaciones de Cabernet Sauvignon, Chardonnay, Riesling, Tintorera, e incluso la uva Portuguesa, de la que Chile en total posee unas tres hectáreas[cita requerida]